# Stockton (Warwickshire)
Stockton – wieś w Anglii, w hrabstwie Warwickshire, w dystrykcie Stratford-on-Avon. Leży 16 km na wschód od miasta Warwick i 120 km na północny zachód od Londynu.